# 에사시역
에사시역(일본어: 江差駅 에사시에키[*])은 한때 홋카이도 히야마 군 에사시 정 진야초 231에 있던 홋카이도 여객철도(JR 홋카이도)의 에사시 선의 역이었다. 에사시 선 부분 폐선에 따라, 2014년 5월 12일에 폐역이 되었다.

## 역 구조
과거에는 화물 측선이 많이 존재하고, 급행 "에사시"도 발착했지만, 말년인 2014년 당시에는 단식 1면 1선 홈의 지상역이었다.

## 역사
- 1936년 11월 10일: 관설 철도 에사시 선의 유노타이-에사시간 개통에 따라, 일반역으로 개업.
- 1949년 6월 1일: 일본국유철도법 시행에 따른 공기업인 일본국유철도로 이관됨.
- 1982년 11월 15일: 화물 취급을 폐지.
- 1987년 4월 1일: 국철 분할 민영화에 따른 홋카이도 여객철도(JR 홋카이도)에게 승계.
- 2013년 4월 26일: JR 홋카이도가 기코나이-에사시 구간의 폐쇄 신고를 국토 교통성에 제출.
- 2014년 5월 12일: 에사시 선의 기코나이-에사시 구간의 폐지에 따라 본 역의 영업 폐지.

## 갤러리

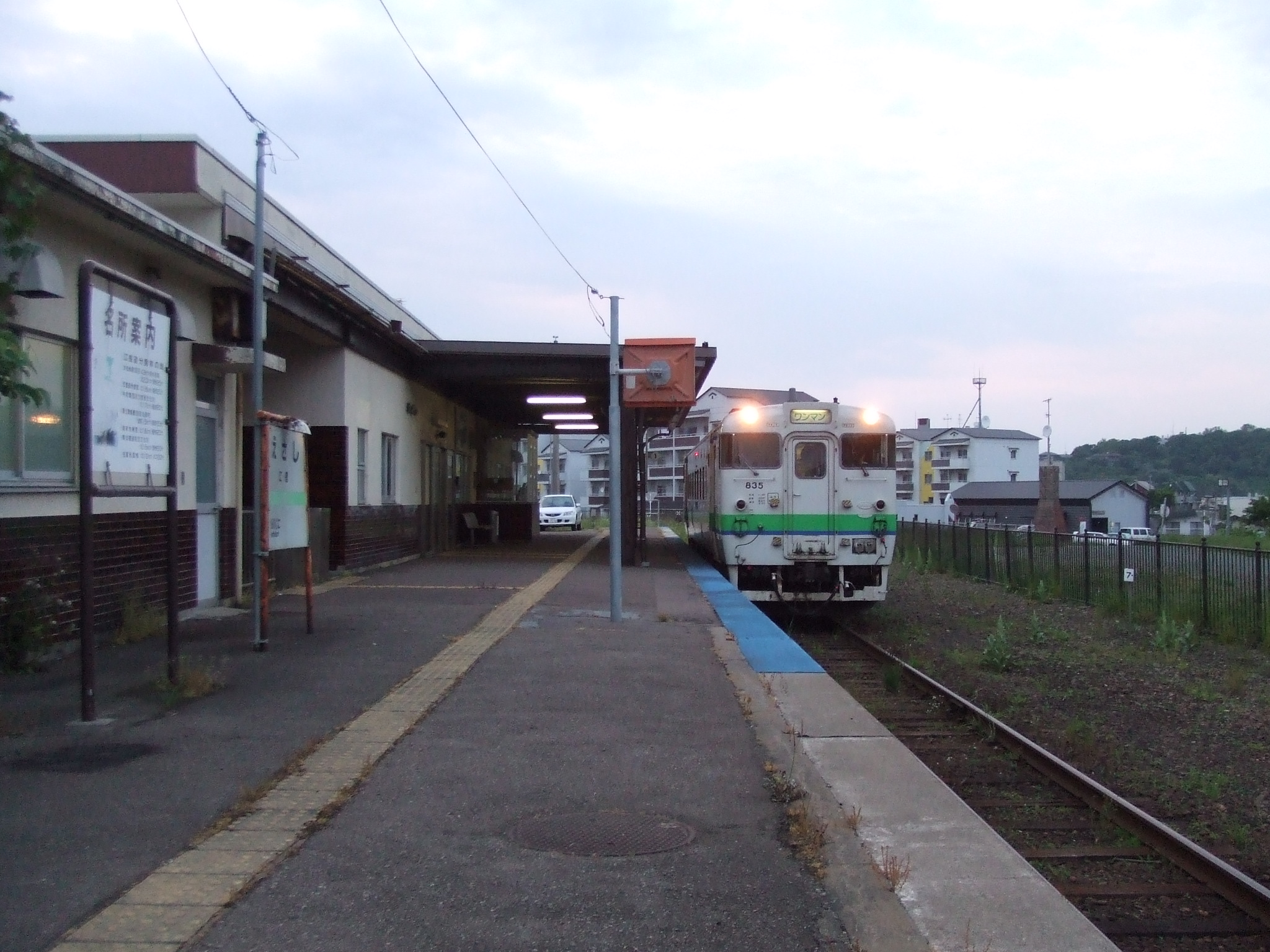
2007년 6월 발차를 기다리는 보통 열차
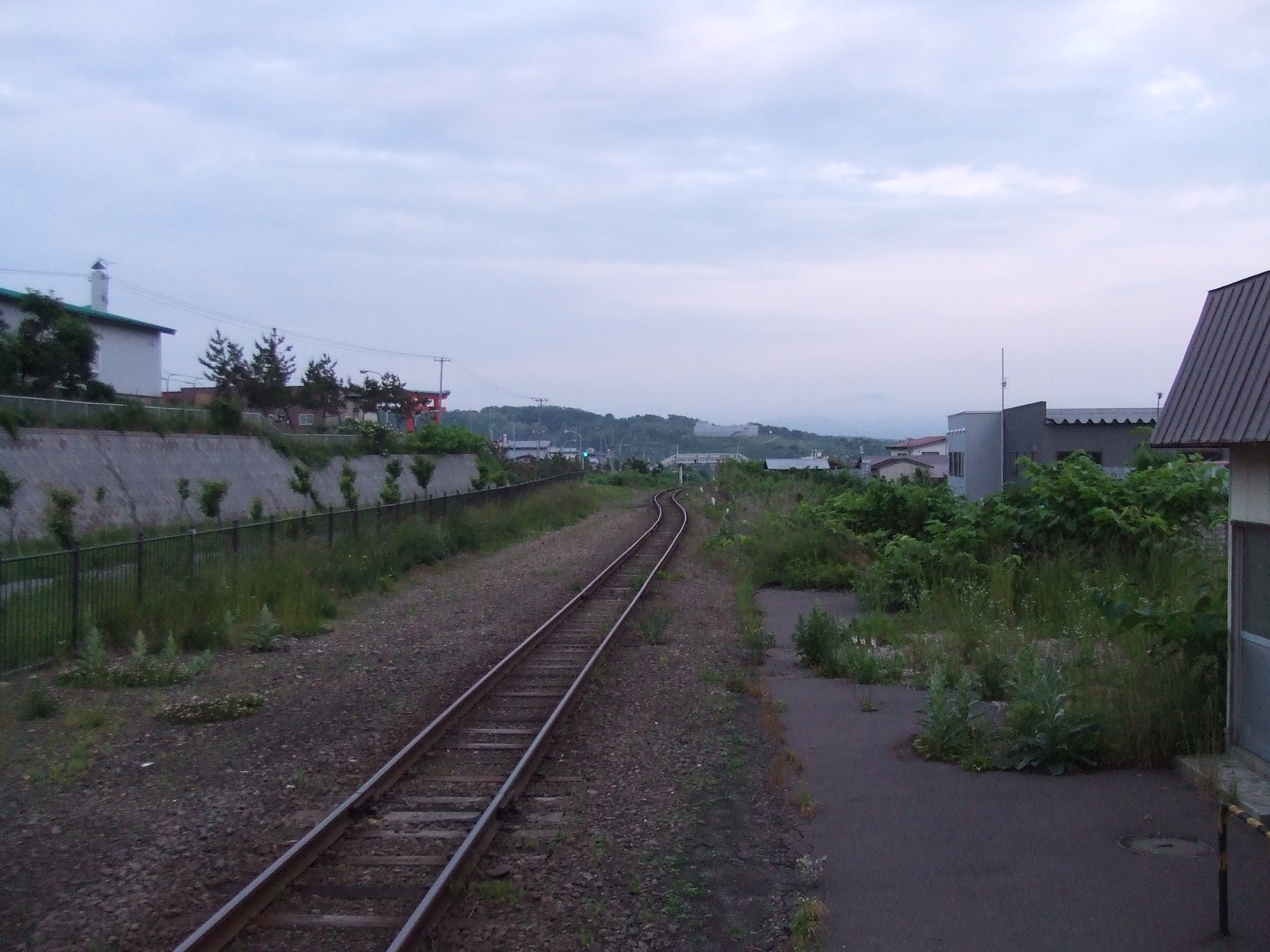
2007년 6월 역 구내의 모습 (하코다테 방면)
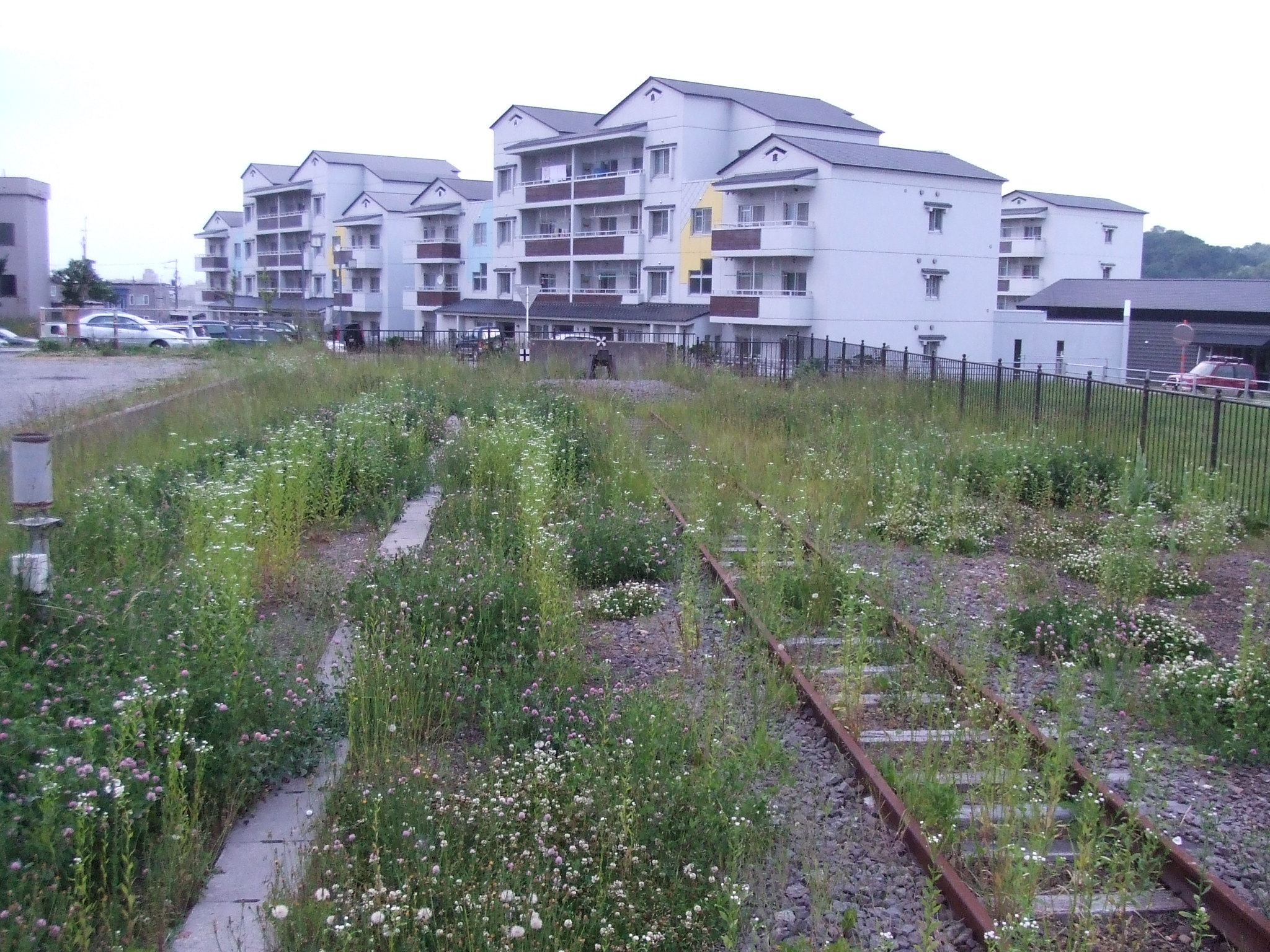
2007년 6월 선로 종단
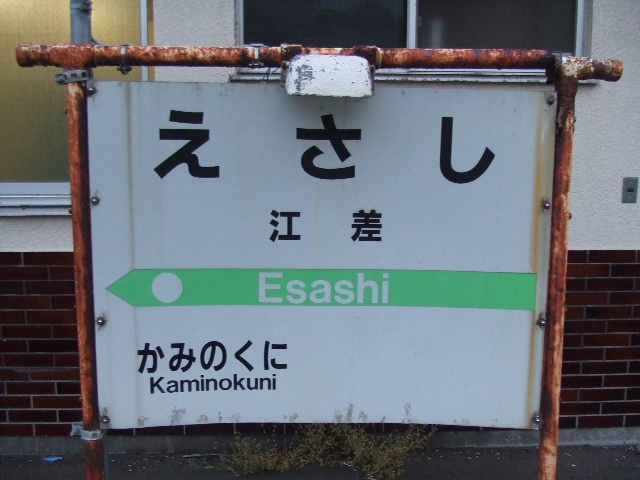
2007년 6월 역명 간판